# Кременецький провулок
Кремене́цький прову́лок — провулок у Святошинському районі міста Києва, місцевості Авіамістечко, Святошин. Пролягає від Авіаконструкторської вулиці до Тернопільської вулиці.

## Історія
Провулок виник у першій половині XX століття, перші будинки у провулку (№ 5, 7) побудовані не пізніше 1941 року. Сучасна назва — з 1950-х років, від Кременецької вулиці (нині — вулиця Авіаконструкторська), що пролягає поряд.
24 квітня 2025 року Росія завдала масованого ракетного удару по Києву. Зокрема, за припущеннями експертів, північнокорейською балістичною ракетою KN-23 (KN-23A) знищили будинок № 5. Загинуло 13 осіб. Як повідомив начальник Київської міської військової адміністрації Тимур Ткаченко, загалом зазнали пошкодження 723 квартири у 54 багатоквартирних будинках. Рятувальники вивезли понад 2400 кубометрів зруйнованих будівельних конструкцій. Ще понад 90 людей постраждали.

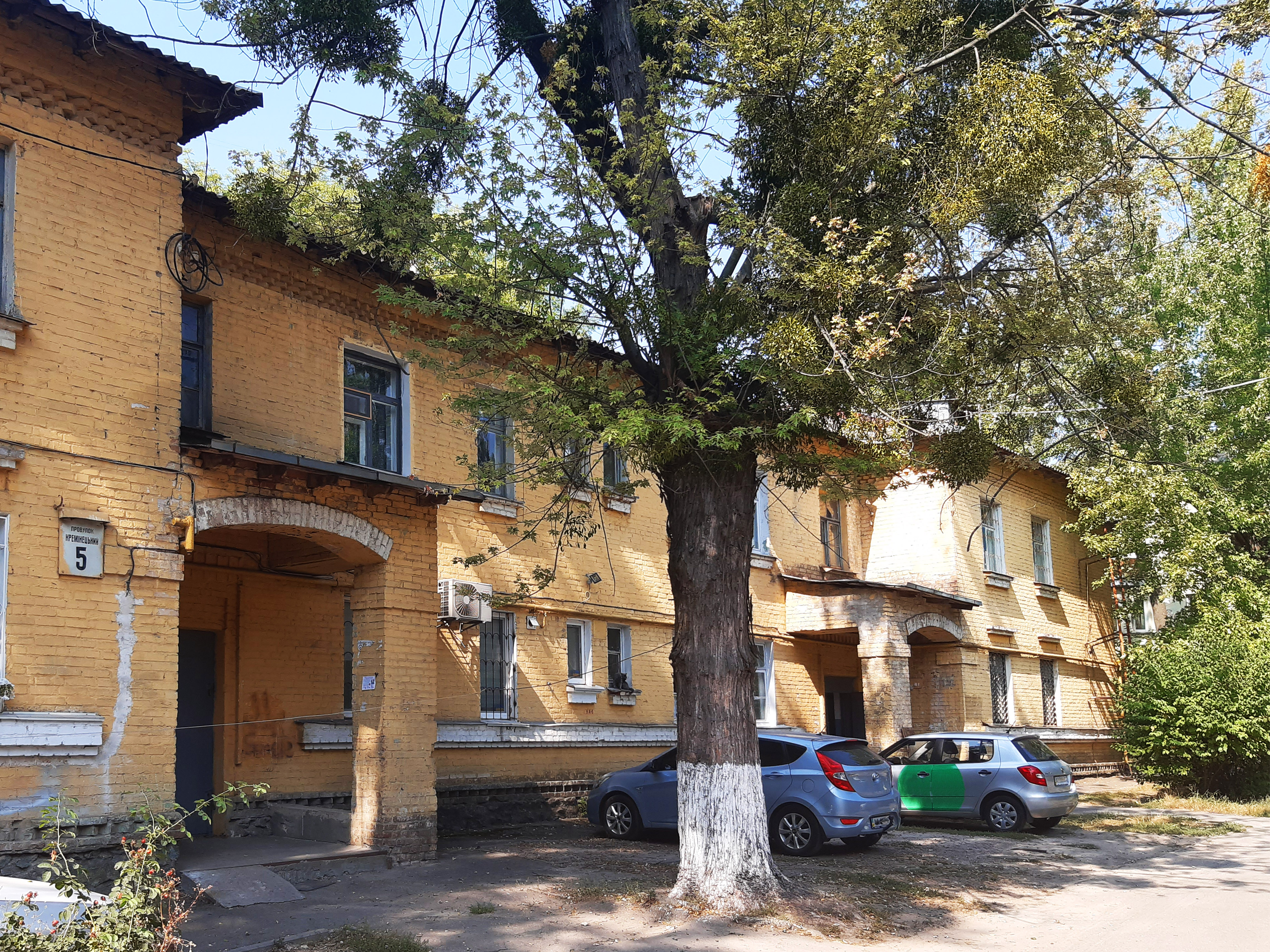
Будинок № 5, зведений на початку 1940-х років
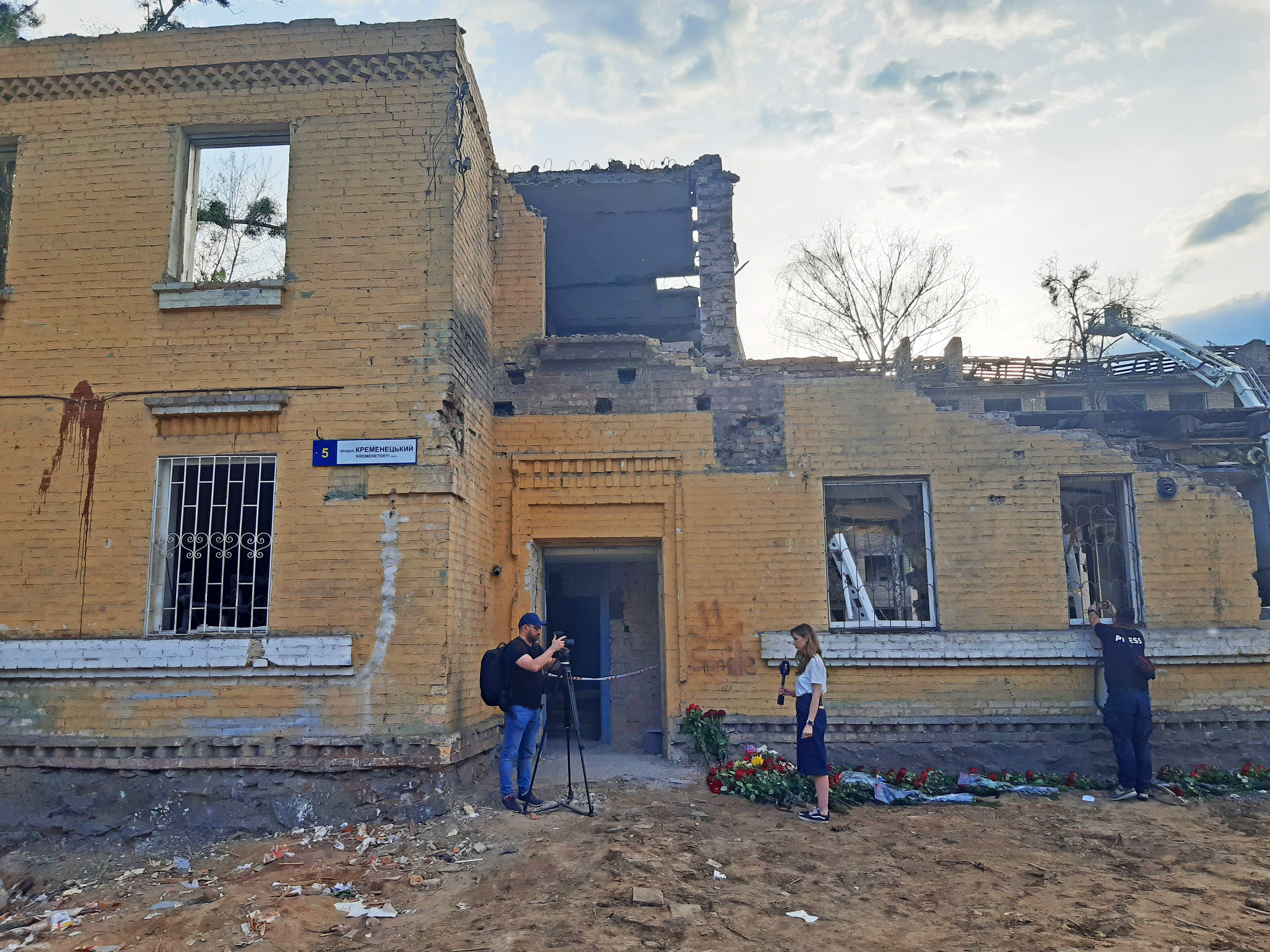
Руїни будинку № 5 після російської атаки 24.04.2025